# 萊瑟納-佩基尼奧
萊瑟納-佩基尼奧（法语：Le Cerneux-Péquignot）是瑞士的城鎮，位於該國西部，由納沙泰爾州負責管轄，面積15.67平方公里，海拔高度1,088米，2011年人口320，五成半人口信奉羅馬天主教，人口密度每平方公里20人。

## 地理
根据瑞士联邦统计署的数据，莱瑟纳·佩基尼奥的面积为15.67平方公里。其中55%的区域是农业用地，40.5%是林地，2.9%为住宅区或者基础设施区，1.6%为非生产区域。
该市镇与力洛克、拉绍迪米利厄、拉布雷维讷以及法国边境接壤。

## 历史
长期以来，莱瑟纳-佩基尼奥一直隶属于莫尔托的山谷地区，因此也是弗朗什-孔泰大区的一部分。从1678年开始，该地的主权一直属于法国，直到1814年，根据巴黎条约，这座村庄被割让予纳沙泰尔公国（Principauté de Neuchâtel），属于普鲁士王国的一部分。在1819年，进行了边界标记的安装。整体而言，虽然纳沙泰尔州拥有新教的氛围，但这个村庄仍然以天主教信徒居多，并与法国的关系比较密切。

## 人口
根据瑞士联邦统计署的数据，莱瑟纳-佩基尼奥在2020年年底拥有313名居民，人口密度约为20人/平方公里。该地区人口一直保持稀少和稳定，最多的时候（1950年前后）也不过400人。
1. ↑  . Office fédéral de la Statistique. 2021-03-26  [2022-01-19]. （原始内容存档于2022-05-31） （法语）.